# Liste der Baudenkmale in Thürkow
In der Liste der Baudenkmale in Thürkow sind alle denkmalgeschützten Bauten der Gemeinde Thürkow (Mecklenburg-Vorpommern) und ihrer Ortsteile aufgelistet (Stand 10. Februar 2021).

## Baudenkmale nach Ortsteilen

### Thürkow
| ID   | Lage                   | Bezeichnung                                      | Beschreibung | Bild                                           |
| ---- | ---------------------- | ------------------------------------------------ | --- | ---------------------------------------------- |
| 1145 | Am Bahnhof 2 (Karte)   | Post                                             | |                                                |
| 1146 | Am Bahnhof 3 (Karte)   | Posthalterei mit Stall                           | |                                                |
| 1149 | Am Gutshof 4/6 (Karte) | ehem. Gutspächterhaus                            | Sanierter, 1-gesch. Klinkerbau von um 1890 mit 2-gesch. Mittelrisalit mit Treppengiebel                                                                              |                                                |
| 1150 | Am Speicher 8 (Karte)  | Speicher                                         | |                                                |
| 1147 | Bundesstraße 108       | Halbmeilenstein (nördlicher Ortsausgang Thürkow) | |                                                |
| 1148 | Dorfstraße 33 (Karte)  | Wohnhaus                                         | |                                                |
| 1152 | Kirchsteig 4 (Karte)   | Pfarrhof mit Pfarrhaus, Stall und Scheune        | |                                                |
| 1151 | Kirchsteig 5 (Karte)   | Kirche mit Friedhof und Kriegerdenkmal 1914/18   | Gotischer, niedriger Backsteinbau vom 15. Jahrhundert mit Feldsteinsockel; niedriger, westl. Fachwerk-Glockenturm; neugotische, südl. Eingangshalle mit Zwerchgiebel | Kirche mit Friedhof und Kriegerdenkmal 1914/18 |

### Todendorf
| ID   | Lage                        | Bezeichnung      | Beschreibung | Bild |
| ---- | --------------------------- | ---------------- | ------------ | ---- |
| 1153 | Schwetziner Weg 2/4 (Karte) | Bahnarbeiterhaus |              |      |

## Quelle
Denkmalliste des Landkreises Rostock A ‐ Z (Stand: 10. Februar 2021; PDF, 497 KB)